# Slavko Svinjarević
Slavko Svinjarević (serbisch-kyrillisch Славко Свињаревић, * 6. April 1935 in Sremski Karlovci; † 1. Januar 2006) war ein jugoslawischer Fußballspieler und -trainer.

## Spielerkarriere

### Vereine
Unweit seines Geburtsortes, in Stražilov, besuchte er die Grundschule und anschließend das Gymnasium. In dem Ort begann er auch mit dem Fußballspielen, bevor er sich im späteren Verlauf der Jugendabteilung des FK Vojvodina anschloss. Aus dieser hervorgegangen rückte er in deren Erste Mannschaft auf, für die er zehn Jahre lang (1955 – 1965) durchgängig in der 1. Jugoslawischen Liga spielte und insgesamt 165 Punktspiele bestritt, jedoch torlos und titellos geblieben war. Die beste Platzierung, die er mit seiner Mannschaft in der Meisterschaft erreichte, war der 2. Platz 1957 und 1962.
Auf europäischer Vereinsebene kam er im 1955 wiederbelebten Wettbewerb um den Mitropapokal am 11. Juli 1959 beim 3:3-Unentschieden im Rückspiel des Viertelfinales gegen den First Vienna FC, wie in den beiden Halbfinalbegegnungen mit dem MTK Budapest FC bei der 1:2-Niederlage eine Woche später und beim torlosen Remis am 26. Juli 1959 zum Einsatz. Zwei weitere Spiele bestritt er gegen den Wiener AC im Jahr darauf; 2:2 in Wien und ein 5:0-Sieg in Novi Sad lauteten die Ergebnisse.
Bei der 5. Ausspielung um den Messestädte-Pokal bestritt er einzig die beiden Erstrundenspiele gegen die Fußball-Stadtauswahl Leipzig, die im Rückspiel mit dem 2:0-Sieg die 0:1-Niederlage im Hinspiel wett machte und in die 2. Runde einzog.
Bei der 4. Ausspielung um den International Football Cup bestritt er 1964 fünf der sechs Spiele der Gruppe B1, in der er mit seiner Mannschaft hinter Gruppensieger SC Leipzig Platz 2 belegte.
Die Gelegenheit ins Ausland wechseln zu dürfen, nutzte er im Jahr 1965; für Wormatia Worms bestritt er von 1965 bis 1969 109 Punktspiele in der Regionalliga Südwest, eine von seinerzeit fünf Staffeln als zweithöchste Spielklasse im westdeutschen Fußball. Sein Ligadebüt gab er am 15. August 1965 (1. Spieltag) beim 4:2-Sieg im Heimspiel gegen den Ludwigshafener SC. Eine Woche später gelang es ihm, als bisher einzigem Spieler in der Vereinsgeschichte, zwei Eigentore in einem Spiel zu verursachen, die ihm beim VfR Frankenthal zur 1:0-Führung in der zweiten und zum 2:2-Endstand in der 81. Minute unterliefen. Sein erstes Ligator erzielte er am 23. Oktober 1966 (9. Spieltag) bei der 2:5-Niederlage im Auswärtsspiel gegen Borussia Neunkirchen mit dem Treffer zum 2:2 in der 24. Minute; in der 64. Minute unterlief ihm ein Eigentor zum 2:3. Im Wettbewerb um den Südwestpokal wurde er achtmal eingesetzt, im Wettbewerb um den DFB-Pokal einmal; und zwar am 4. Januar 1969 bei der 2:3-Niederlage gegen Preußen Münster, den Zweitligisten aus der Staffel West, in der 1. Hauptrunde – dabei unterlief ihm mit dem Treffer zum 1:2 kurz vor der Pause ein Eigentor. Nach einer einjährigen Auszeit vom Fußball, spielte er in der Saison 1970/71 für den Wormser Stadtteilverein TuS Weinsheim.

### Auswahl-/Nationalmannschaft
Mit Novi Sad XI, der Auswahl von Fußballspielern aus Novi Sad, nahm er an der 4. Ausspielung um den Messestädte-Pokal teil. Am 30. August und 20. September 1961 bestritt er das Hin- und Rückspiel gegen den AC Mailand in der 1. Runde und setzte sich mit seiner Mannschaft mit dem 2:0-Sieg im heimischen Gradski stadion im Rückspiel durch. Ferner bestritt er die beiden Viertelfinalspiele am 3. und 17. Oktober 1961 gegen den MTK Budapest FC, den man mit 1:4 und 1:2 unterlegen war.
Im Jahr 1962 bestritt er sechs Länderspiele für die A-Nationalmannschaft, vier in Freundschaft, ein WM-Endrunden- und ein EM-Qualifikationsspiel. Er debütierte am 16. Mai im Stadion JNA beim 3:1-Sieg über die Nationalmannschaft der DDR. Mit den Begegnungen am 19. und 30. September mit der Nationalmannschaft Äthiopiens, die mit 5:2 bezwungen wurde, und der Nationalmannschaft Deutschlands, der er mit 2:3 unterlegen, war folgten zwei weitere Einsätze in Belgrad und Zagreb. Vor diesen beiden Länderspielen gehörte er zum Aufgebot für die Endrunde der in Chile ausgetragenen Weltmeisterschaft und bestritt einzig gegen den Gastgeber sein einziges Turnierspiel. Im Spiel um Platz 3, das am 16. Juni mit 0:1 verloren wurde, bildete er gemeinsam mit Vladimir Durković und Petar Radaković die Abwehrreihe. Mit dem 3:2-Sieg über die Nationalmannschaft Belgiens am 4. November 1962 im Hinspiel der Qualifikationsvorrunde für die Europameisterschaft 1964 bestritt er sein letztes Spiel als Nationalspieler.

### Erfolge
- Vierter Weltmeisterschaft 1962

## Trainerkarriere
Nach seinem Aufenthalt in Deutschland kehrte er nach Jugoslawien zurück und trainierte mit den in Kikinda ansässigen FK Kikinda und den in Bečej ansässigen FK Bečej zwei unterklassige Vereine.